# Lyophyllum decastes
Lyophyllum decastes (Elias Magnus Fries, 1818 ex Rolf Singer, 1951), numit în popor tufănițe sau ciuperci mănunchiate, este o specie saprofită de ciuperci comestibile din încrengătura Basidiomycota în familia Lyophyllaceae și de genul Lyophyllum. Bureții se pot găsi în România, Basarabia și Bucovina de Nord, crescând în tufe foarte numeroase pe soluri humoase și afânate în păduri de foioase și mixte, luminișuri și câmpii, de obicei în jurul de lemn în descompunere. Acest burete apare de doua ori pe an: mai întâi în aprilie și mai, apoi, încă odată, din septembrie până noiembrie (decembrie).

## Descriere

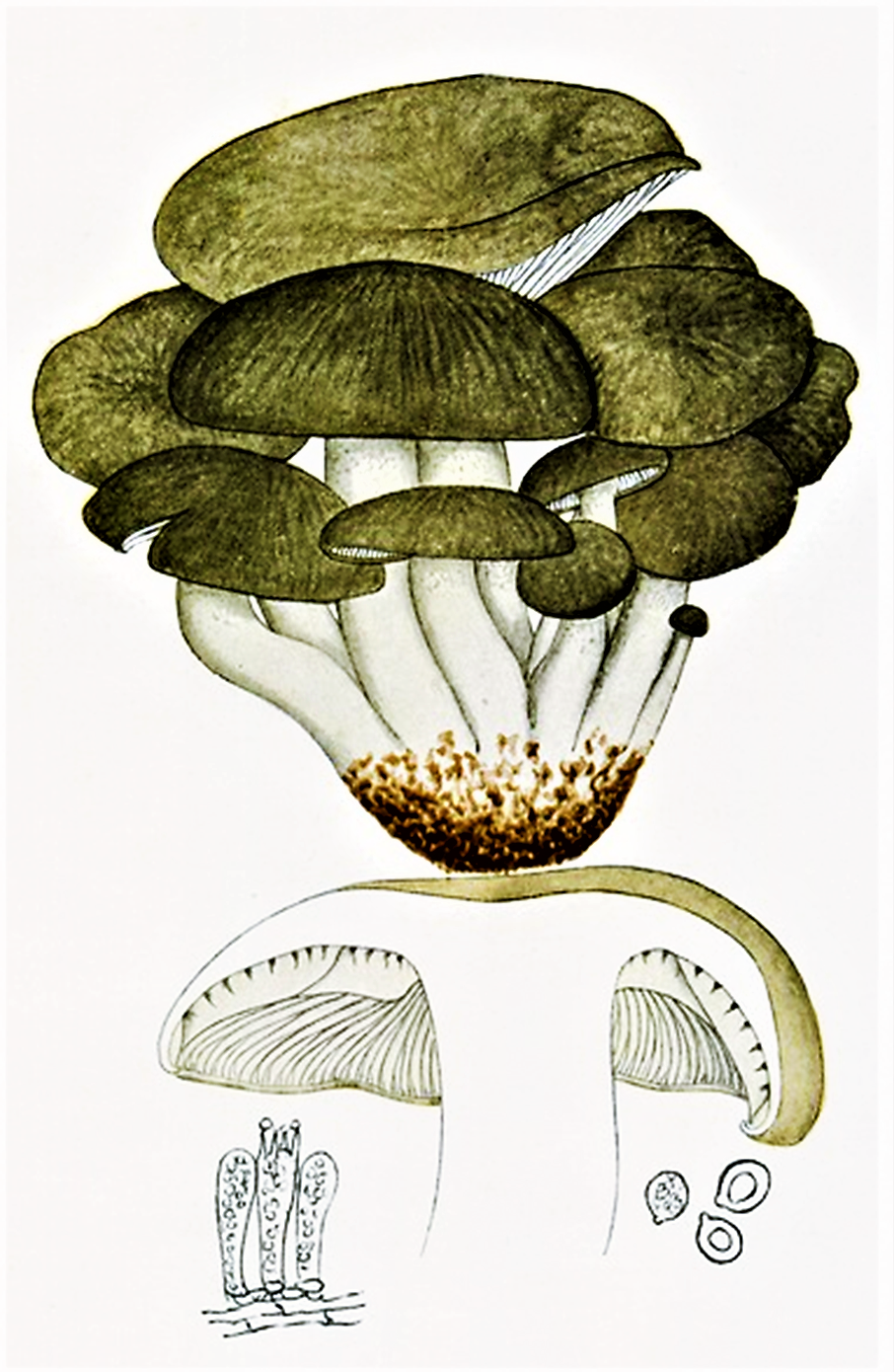
Bres.: Cl. cinerascens

- Pălăria: are un diametru de 3-8 (12) cm, este cărnoasă, slab elastică, inițial convexă, cu marginea răsucită spre interior, la maturitate aplatizată, adesea ondulată, neregulat lobată,  cu marginea subțire. Cuticula netedă, la umezeală lucioasă și pe timp frumos satinată, din când în când cu aspect striat,are un colorit foarte variabil, de la gri-albicios, peste gri, gri-maroniu până la brun, chiar brun-negricios. Dacă se refractă, se aude o pocnitură mică. Ea poate fi decojită complet.
- Lamelele: sunt albicioase, destul de subțiri, ceva bulboase, stau dens, fiind adnate, câteodată și ușor decurente la picior.
- Piciorul: are o înălțime de 5-12 cm și o grosime de 1-2 cm, este de un alb murdar, neted și mătăsos, cilindric, uneori îndoit, central sau puțin excentric, plin, elastic, fibros, brumat spre pălărie, la bază îngroșat și de culoare ceva mai închisă. Exemplarele separate izvorăsc adesea dintr-un trunchi comun.
- Carnea: este gri-albicioasă, cărnoasă și compactă în pălărie, dar tare și elastică în picior. Mirosul este imperceptibil, unii spun că ușor de făină, iar gustul plăcut, ușor amărui.
- Caracteristici microscopice: are spori netezi, rotunjori, hialini (translucizi), neamilozi (nu se decolorează cu reactivi de iod) și apar în mase, având o mărime de 5-7 x 5-6 microni. Pulberea lor este albă.[4][5][6]
- Reacții chimice: Carnea buretelui se colorează cu sulfat de fier imediat fugace rozaliu, cu sulfovanilină fugace violet și cu tinctură de Guaiacum încet albastru-verzui.[7]

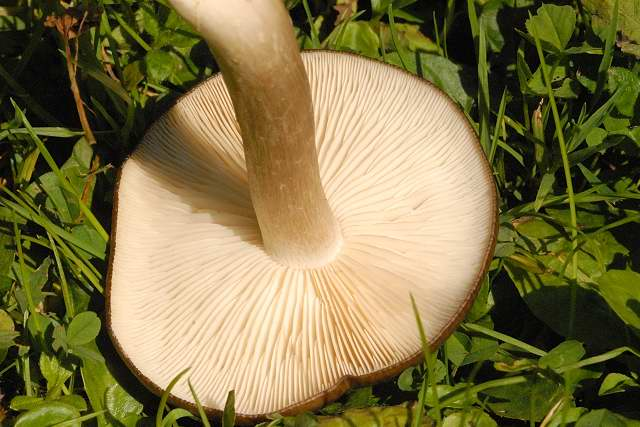
L. decastes, lamele și picior
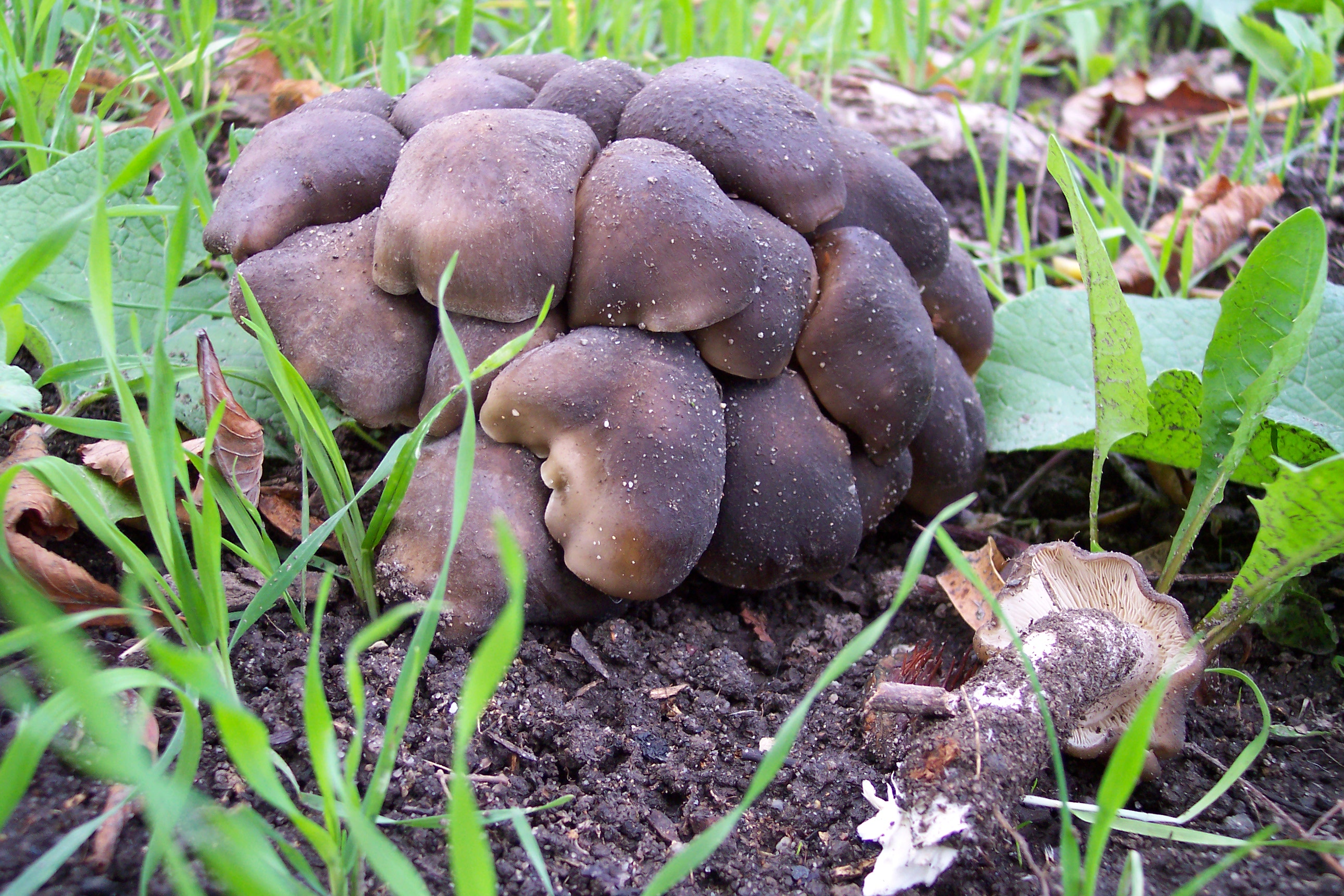
L. decastes tinere
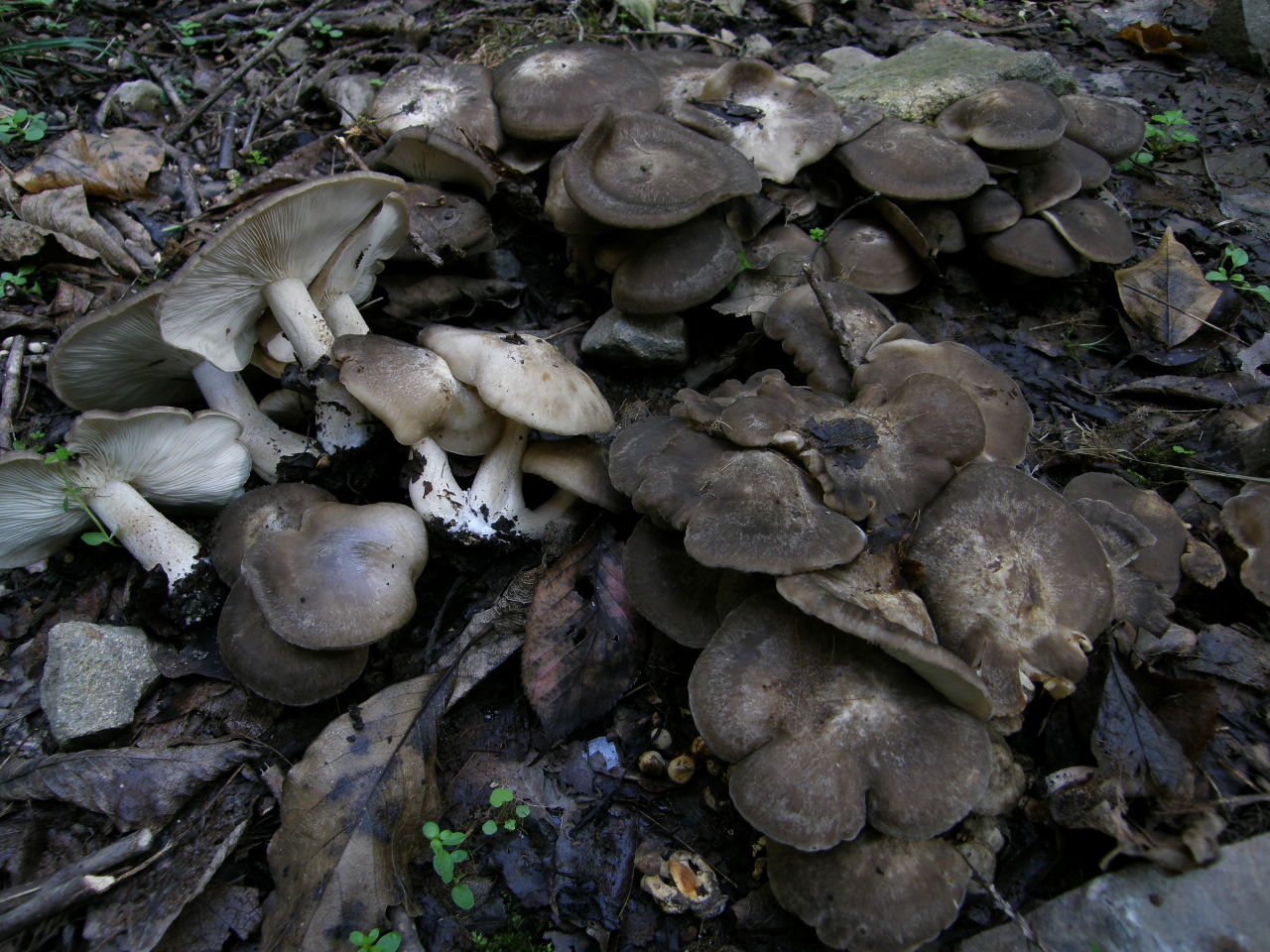
L. decastes bătrâne
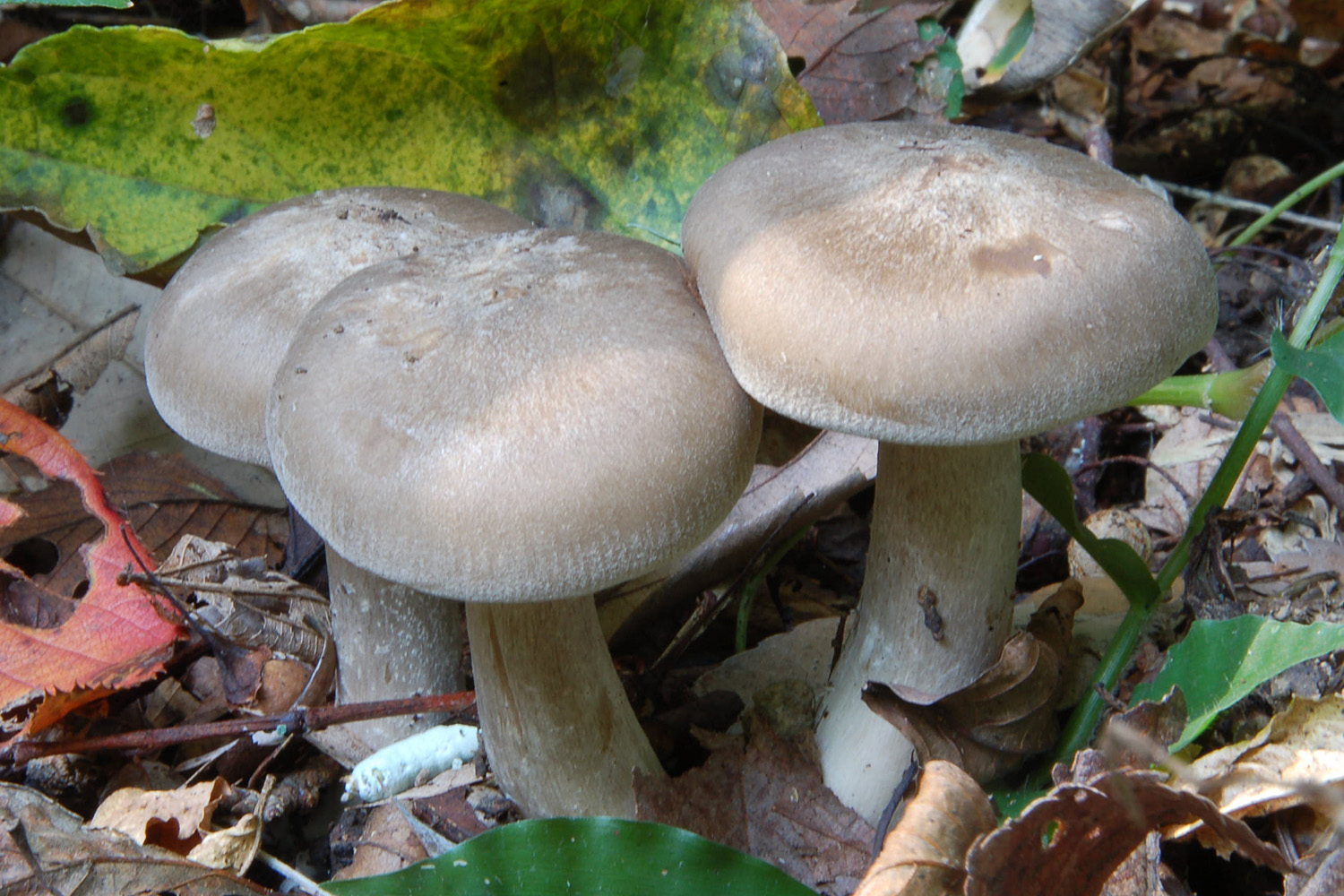
L. decastes gri

## Confuzii
Ciupercile pot fi confundate cu soiuri aceluiași gen sau al unuia foarte apropiat, de exemplu cu: Lyophyllum caerulescens sin. Collybia crassifolia (necomestibil), Lyophyllum deliberatum sin. Tricholoma deliberatum, (comestibil), Lyophyllum loricatum (comestibil), Lyophyllum paelochroum (comestibil), Lyophyllum semitale sin. Collybia semitalis (necomestibil), respectiv Clitocybe brumalis (necomestibil), Clitocybe quercina (necomestibil), Clitocybe squamulosa (comestibil), Gymnopus fusipes sin. Collybia fusipes, Gymnopus peronatus (necomestibil), începători chiar și cu foarte otrăvitoarea Entoloma sinuatum.

## Specii asemănătoare

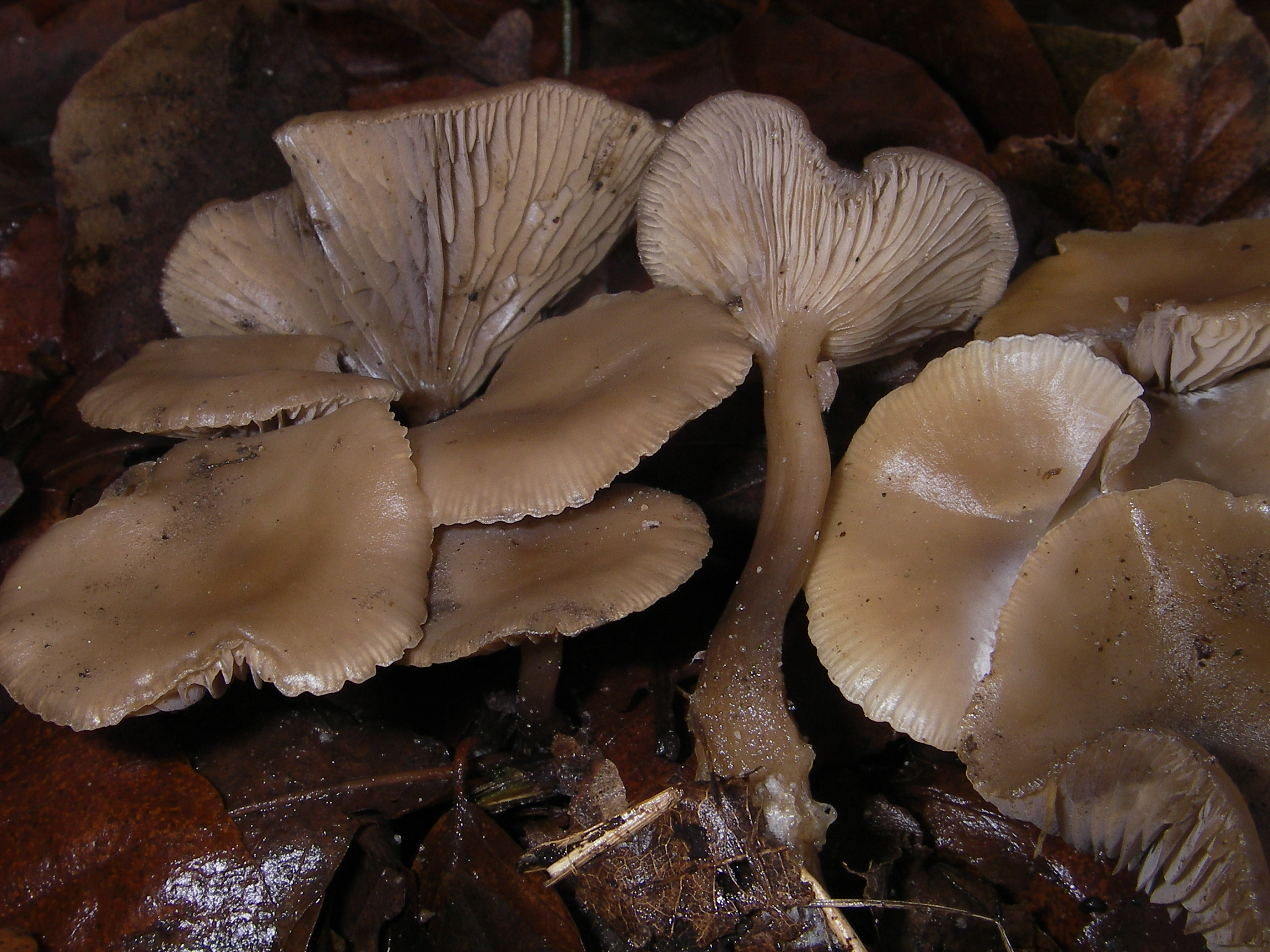
! Clitocybe brumalis !
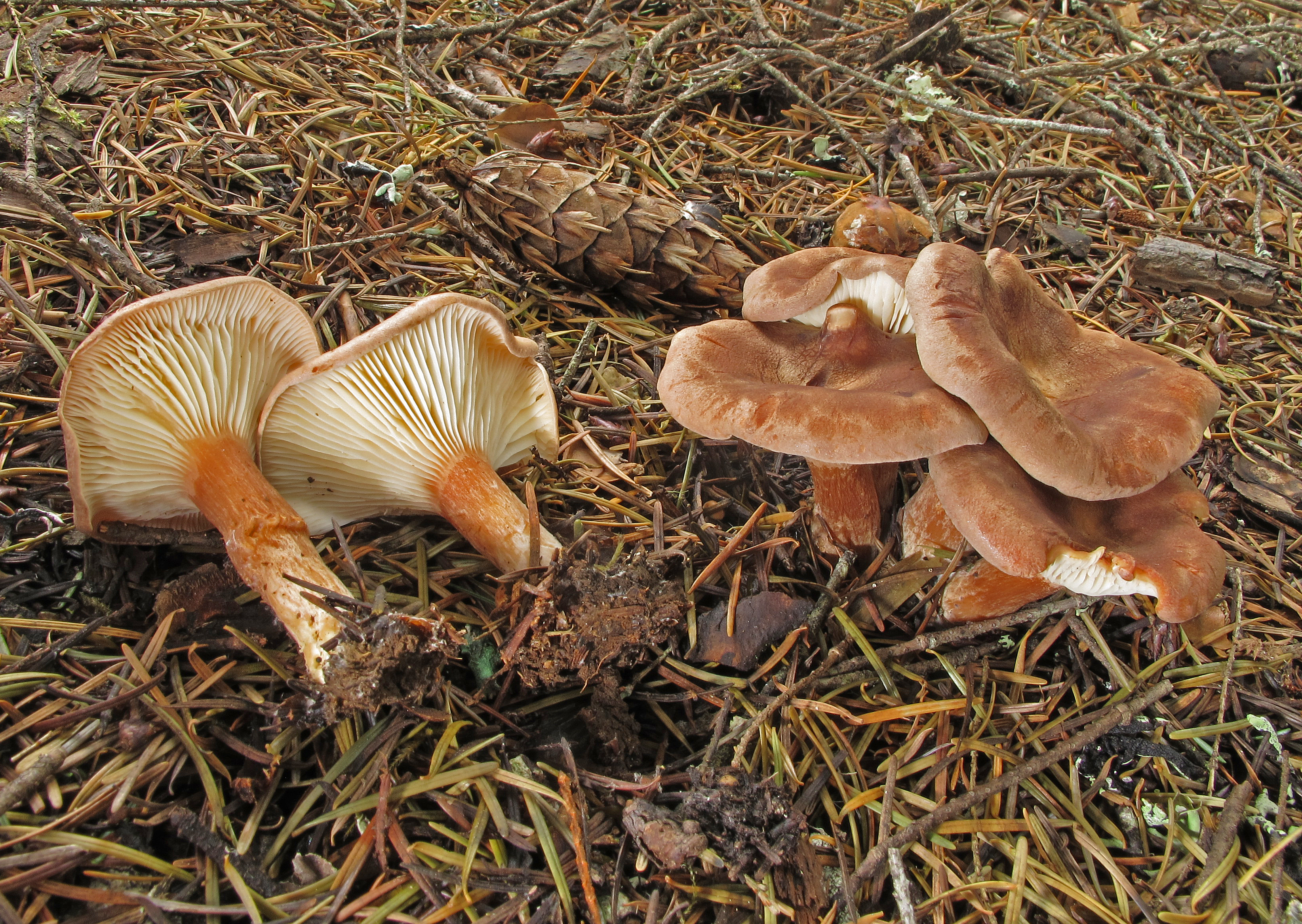
Clitocybe squamulosa
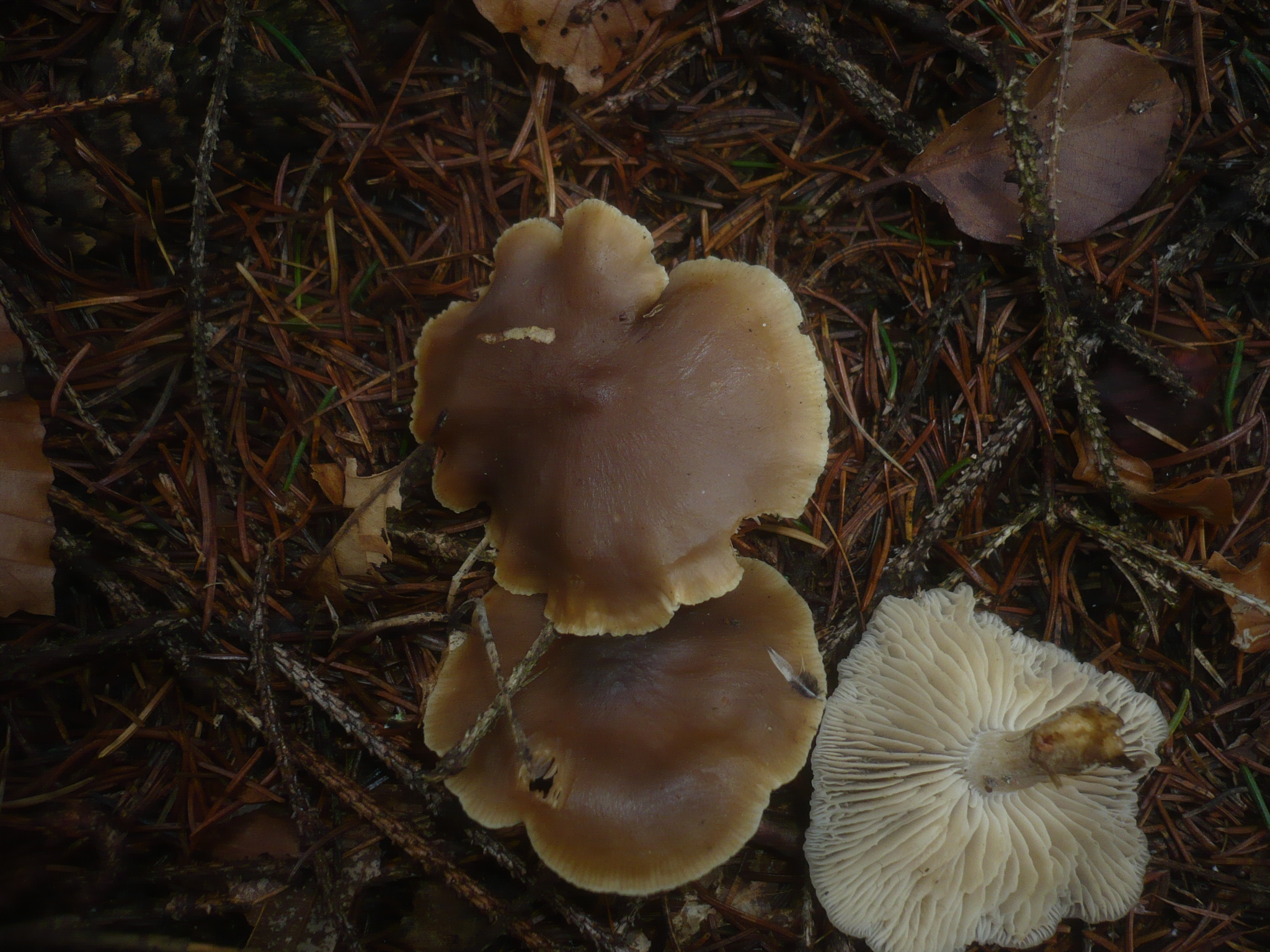
! Clitocybe quercina !
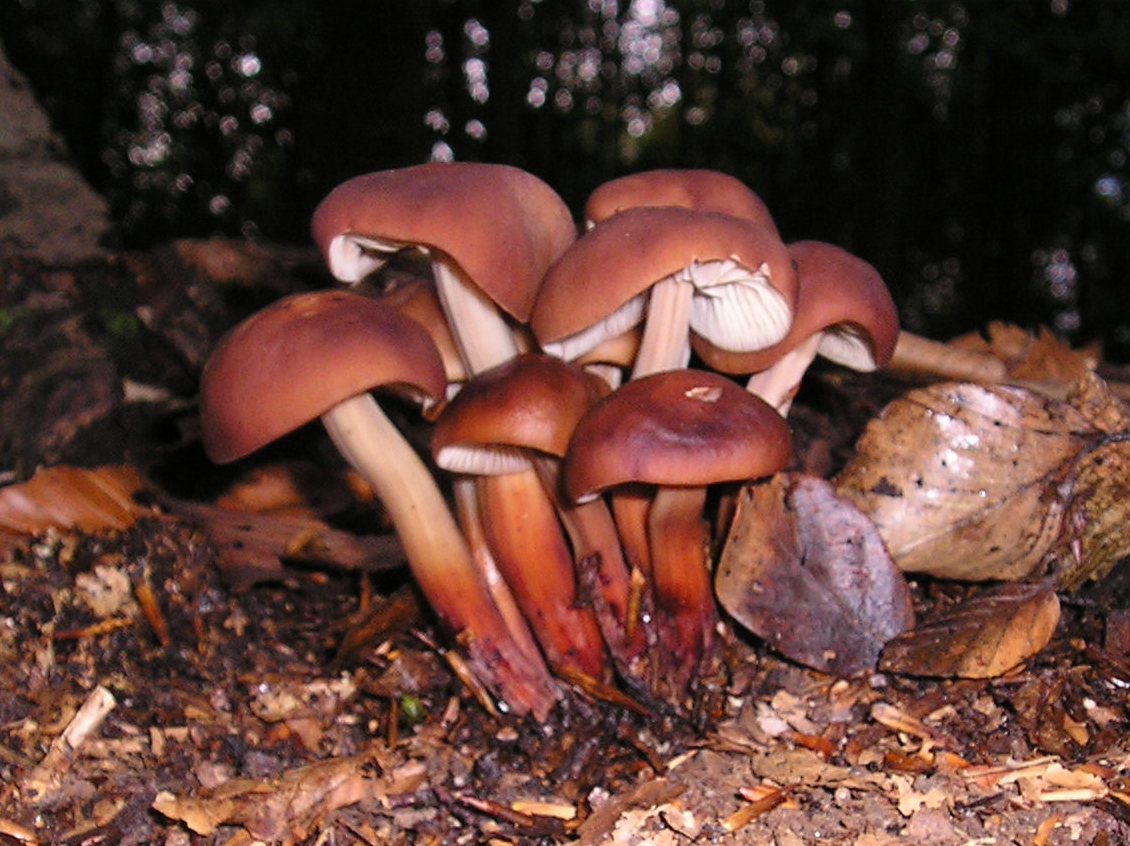
Gymnopus fusipes sin. Collybia fusipes
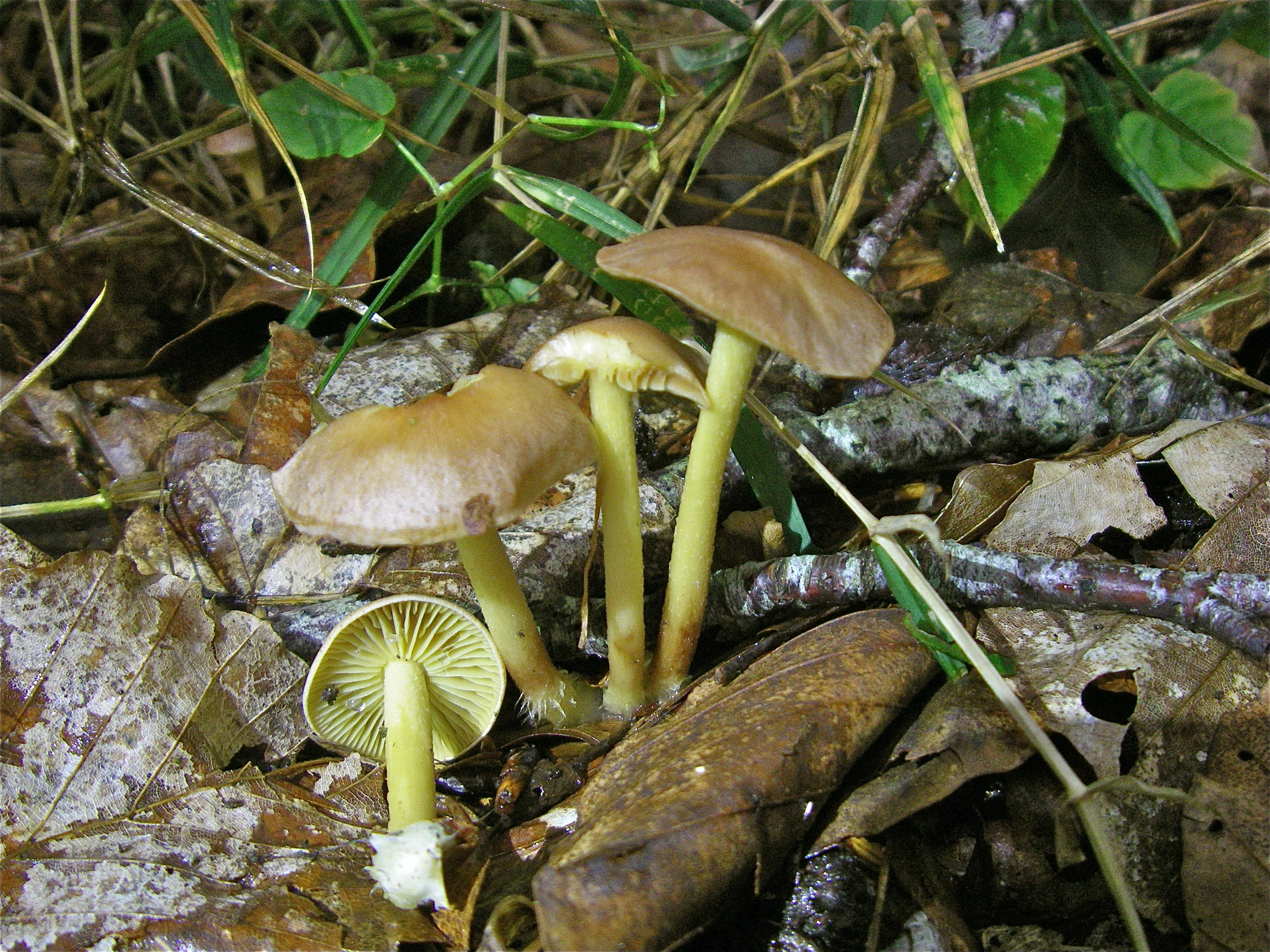
! Gymnopus peronatus !
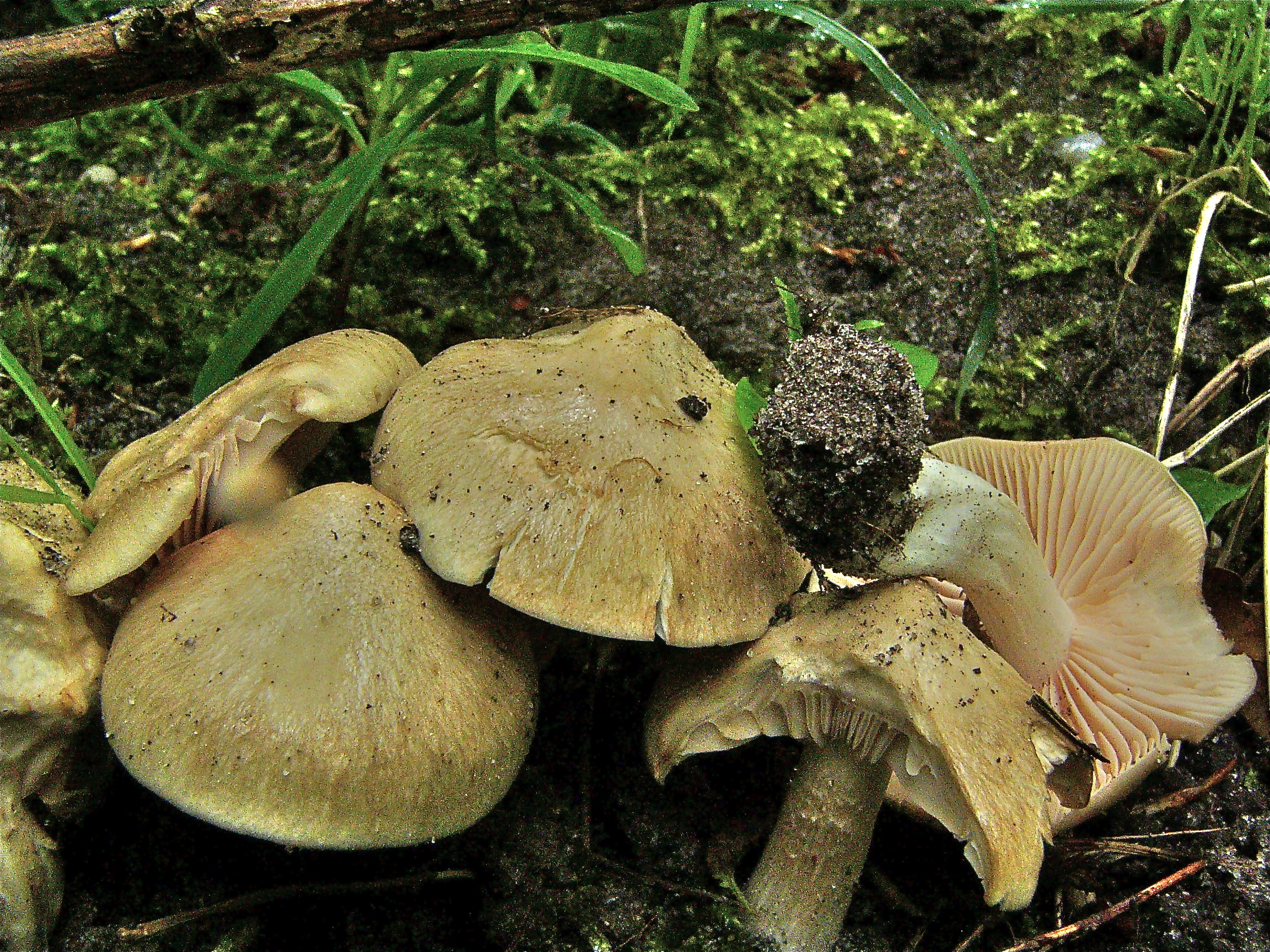
!! Entoloma sinuatum !!

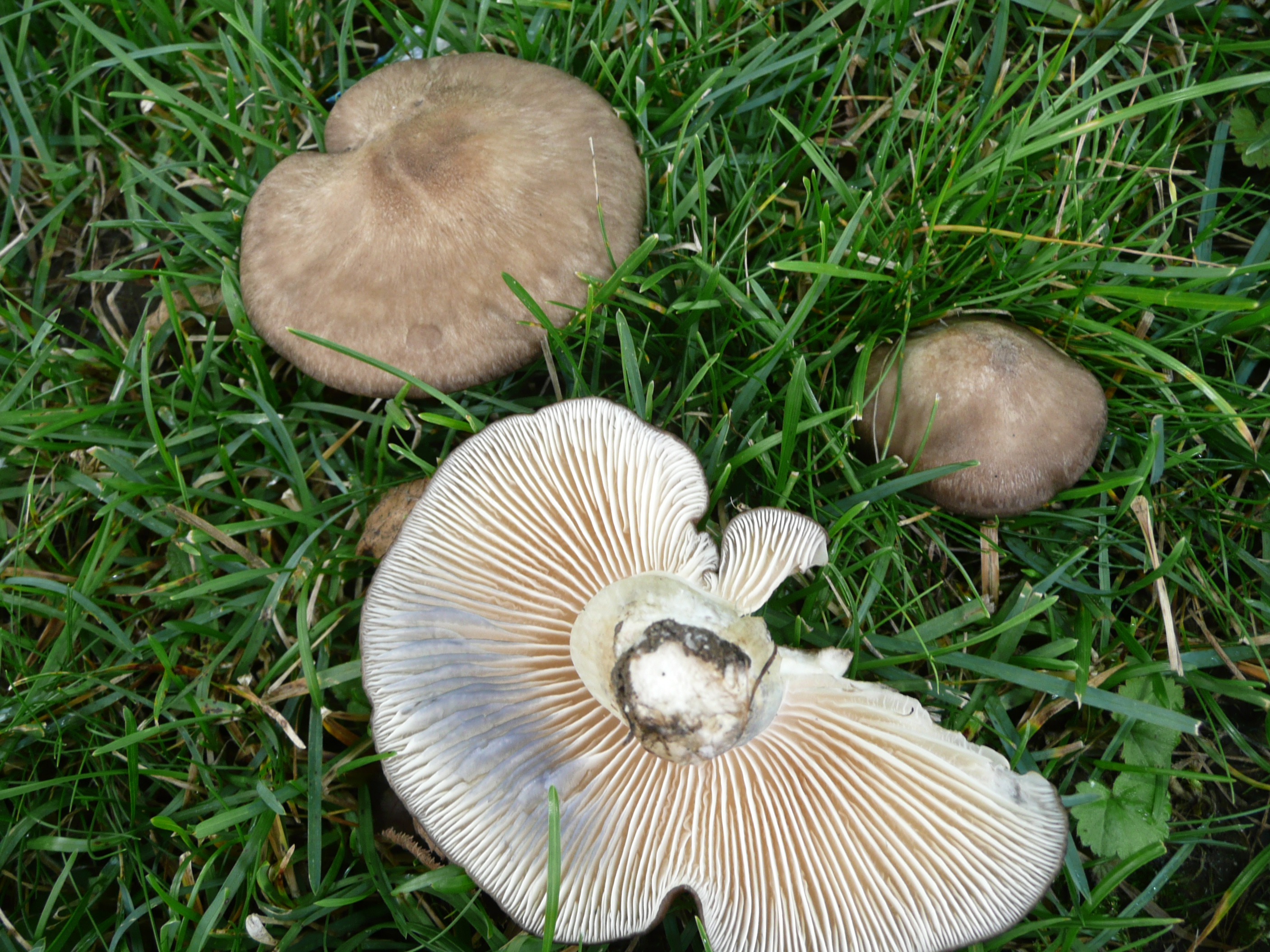
! Lyophyllum caerulescens !
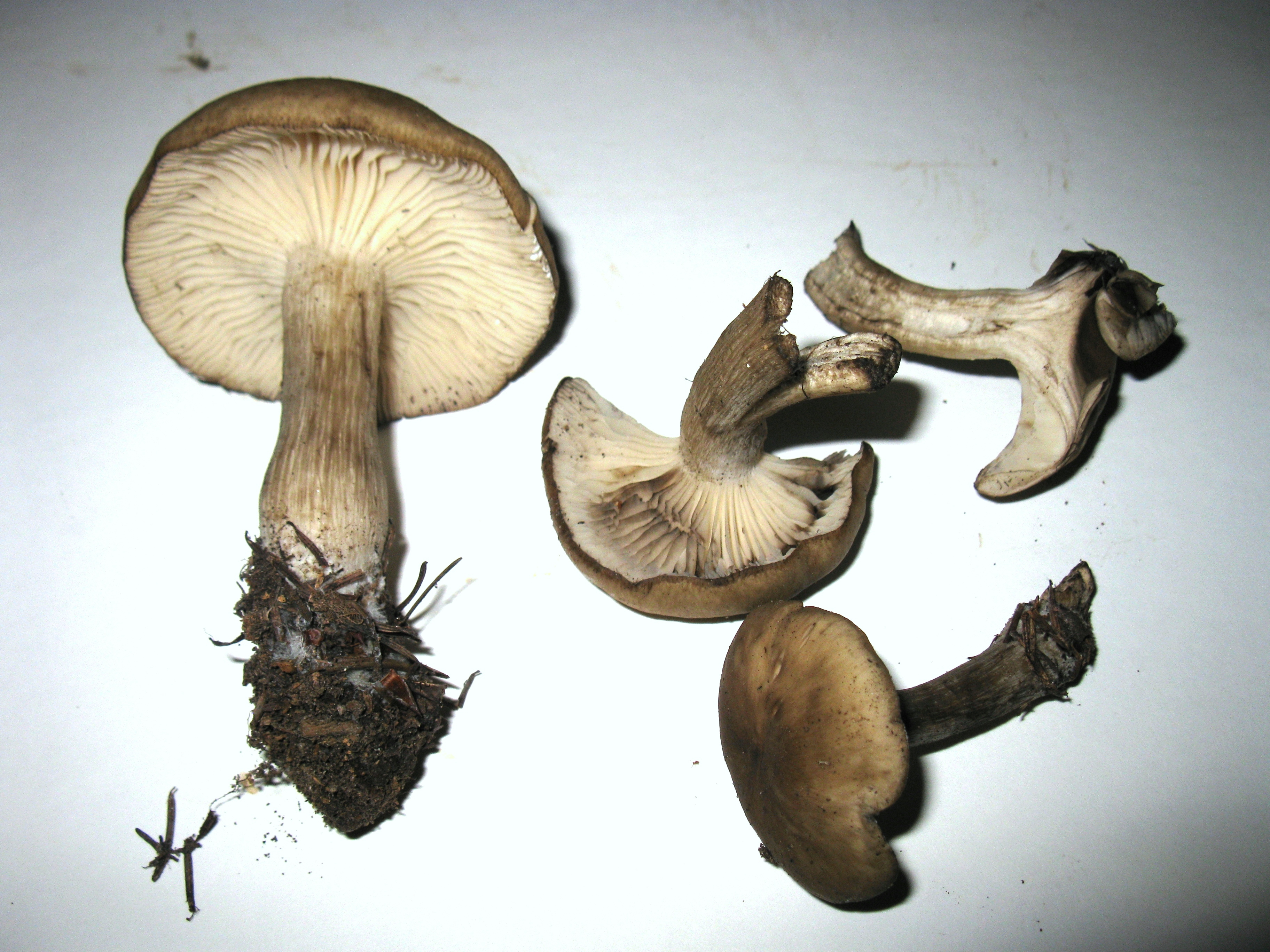
Lyophyllum deliberatum
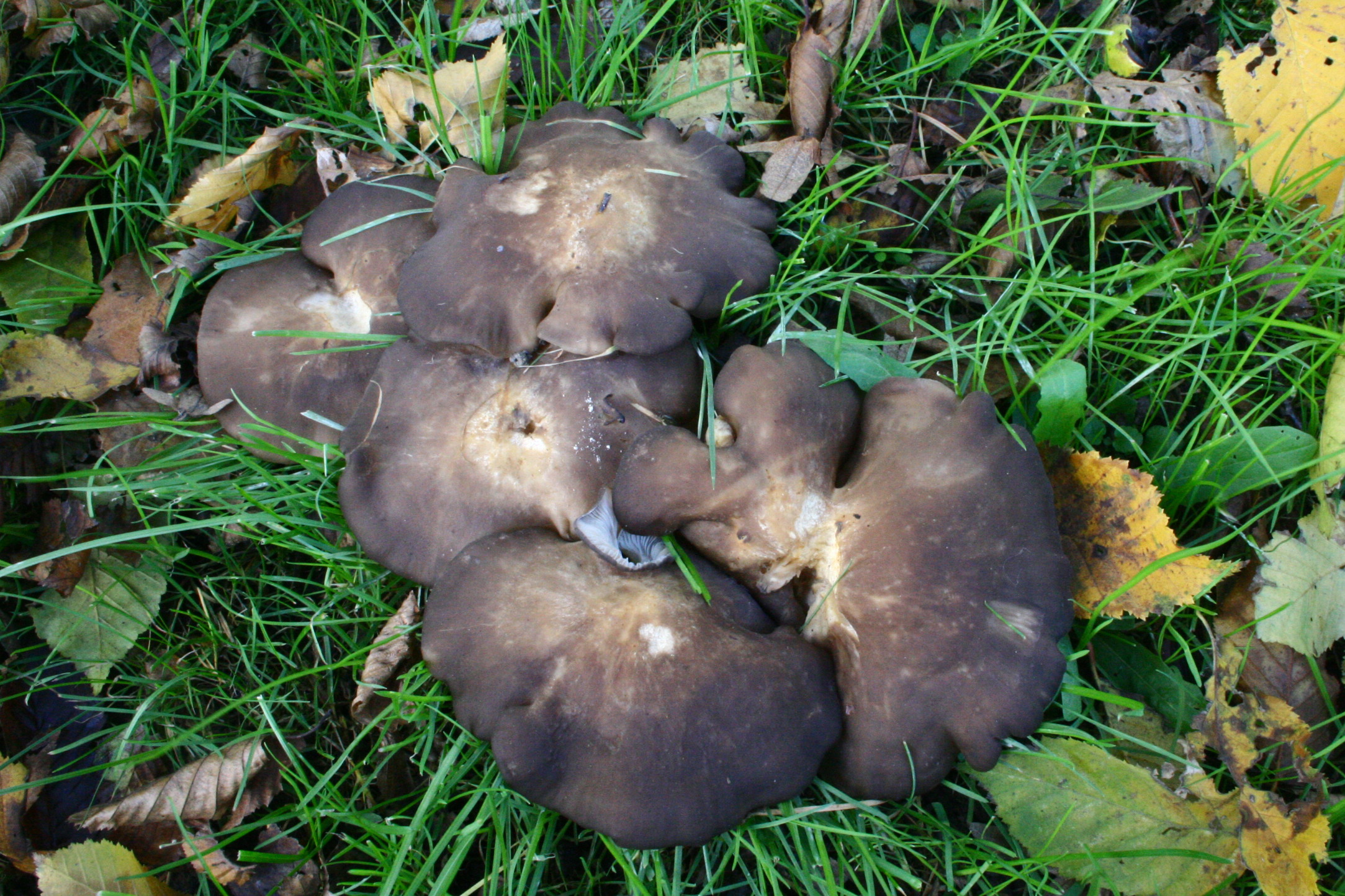
Lyophyllum loricatum
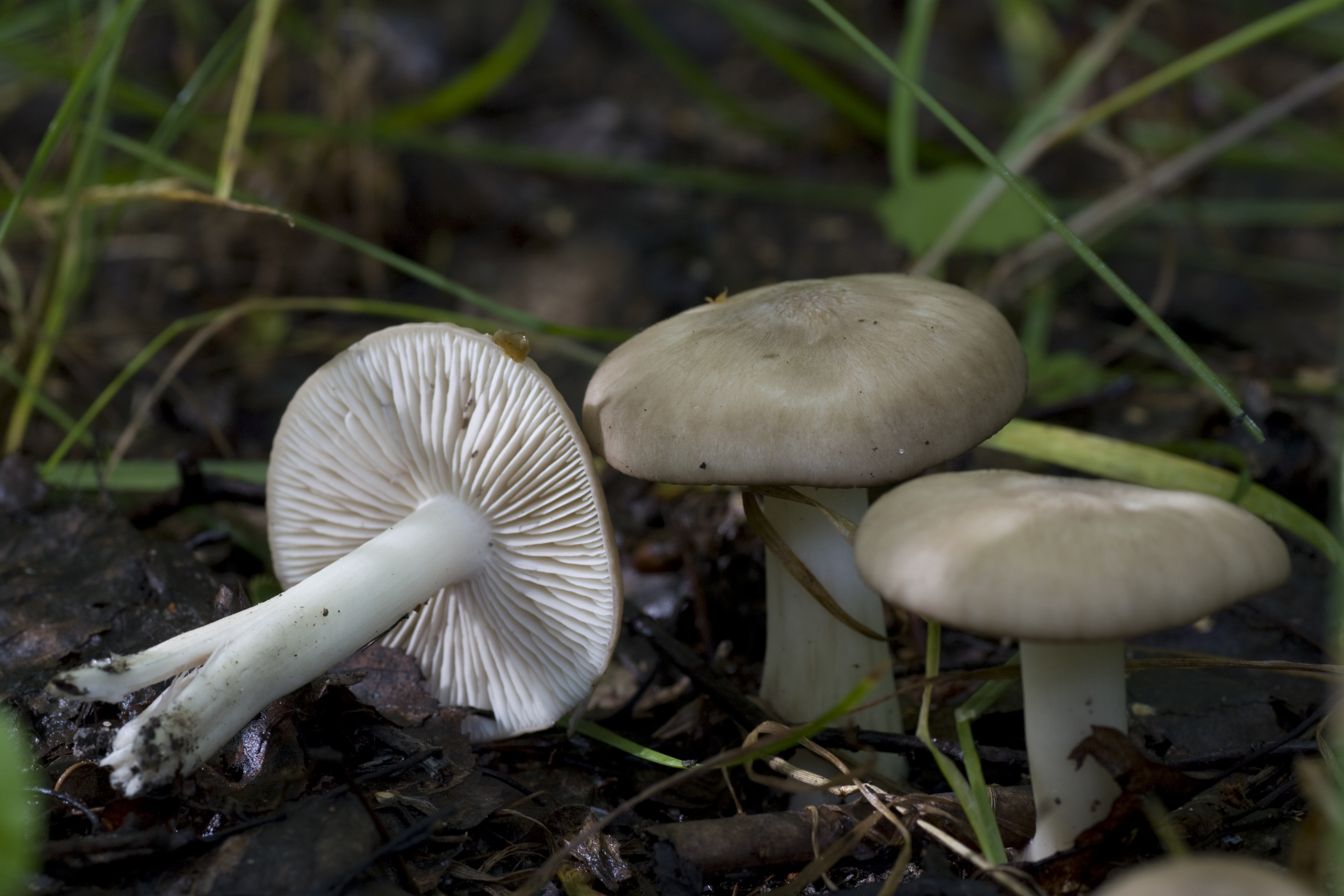
Lyophyllum paelochroum
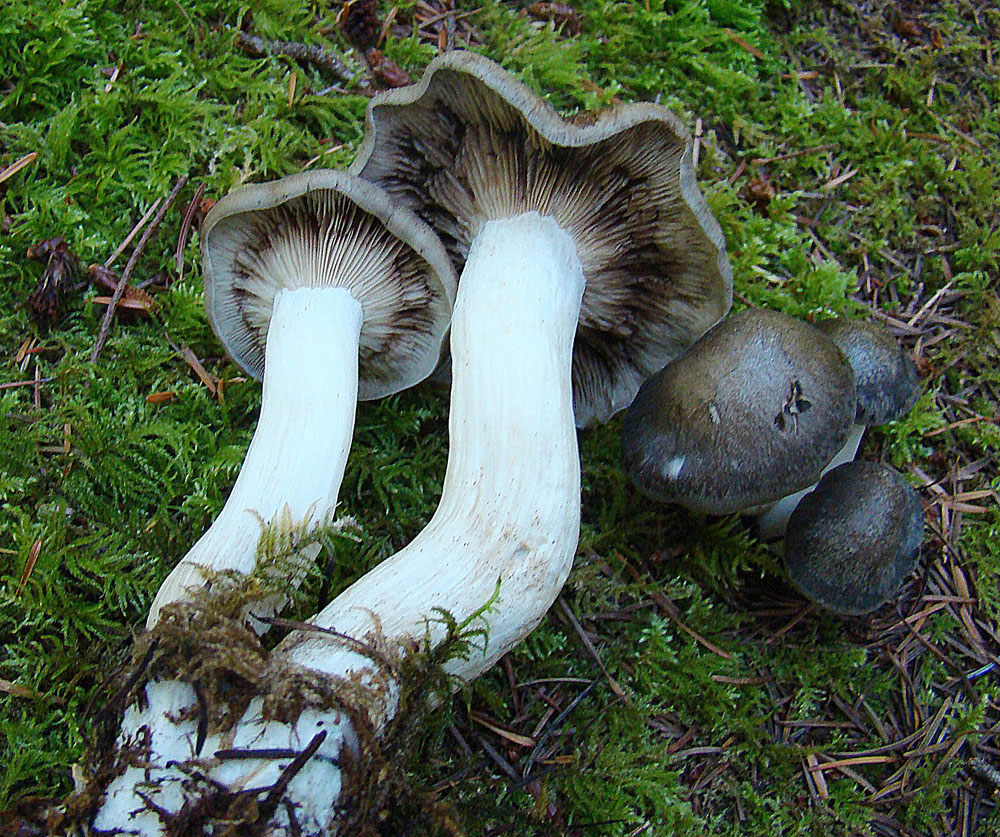
! Lyophyllum semitale !

## Valorificare
Tufănițele sunt ciuperci gustoase. Ele pot fi folosite în bucătărie ca Calocybe gambosa (buretele de mai), dar piciorul trebuie îndepărtat, fiind prea dur și elastic.